# 淡滨尼
淡滨尼（英語：Tampines）是新加坡这个城市国家中最大的一片居民区，位于新加坡主岛的东部地区，市镇的名字由是来自于20世纪初的这一地区原为一大片的长叶鹊肾树树林，而鹊肾树的马来语名称是“tempinis”后转化为“tampines”（淡滨尼）。
淡滨尼可算是新加坡东部区域的市镇中心。它被勿洛，四美，樟宜和巴西立等围绕着。淡滨尼本身就拥有三个地铁站，分别为淡滨尼地铁站，淡滨尼西地铁站和淡滨尼东地铁站。